# Galactitol
Galactitol (dulcitol) là một loại rượu đường, sản phẩm khử của galactose. Nó có vị hơi ngọt. Ở những người thiếu galactokinase, một dạng galactose, dạng dulcitol dư thừa trong ống kính của mắt dẫn đến cườm khô.
Galactitol được sản xuất từ galactose trong phản ứng xúc tác bởi aldose reductase.
Các khiếm khuyết chuyển hóa galactose phổ biến khác là một khiếm khuyết trong galactose-1-phosphate uridylyltransferase, một rối loạn lặn tự phát, cũng gây ra sự tích tụ galactitol do tăng nồng độ galactose-1-phosphate và galactose. Rối loạn này dẫn đến rối loạn chức năng gan và suy giảm nhận thức, ngoài đục thủy tinh thể do tích tụ galactitol gây ra.